# Ченле
Чжун Ченле (кит.: 钟辰乐; нар. 22 листопада 2001, Шанхай, КНР), відомий як Ченле (кор. 천러), китайський співак і актор, що став популярним завдяки своїй діяльності у Південній Кореї. Ченле розпочав свою кар'єру в дитинстві, виступаючи на різних концертах і телевізійних шоу в Китаї та за кордоном. У дев'ять років він став наймолодшим співаком, якого запросили сольно виступити в Золотому залі Відня. За свою сольну кар'єру Чжунь випустив три альбоми та провів один концерт у Китаї. У віці чотирнадцяти років Чжун підписав контракт з південнокорейською розважальною компанією SM, а у 2016 році переїхав до Південної Кореї. Там він дебютував як учасник бой-бенду NCT, у підрозділі NCT Dream.

## Ранні роки
Чжун народився в Шанхаї, КНР, 22 листопада 2001 року. Він навчався в Пекінській школі сучасної музики, яку закінчив разом із колегою по групі NCT Ренджуном. У 2006 році Ченле вступив до Шанхайської школи співу (Shanghai Ying Siu Sing School) і відвідувала уроки танців. У 2008 році він був прийнятий до Шанхайської маленької флейтової мистецької трупи (Shanghai Little Flute Art Troupe).

## Кар'єра

### 2009—2015: переддебютна та сольна діяльність
У 2009 році Ченле брав участь у шоу Yueyue Elf Vs Season Trial, що проводилося дитячим телеканалом Hajj. У цьому конкурсі він посів друге місце та отримав нагороду Elf Genie Award. У 2010 році він брав участь у Національному китайському відборі молодих талантів, де виграв золоту медаль.
У січні 2011 року, у віці дев'яти років, Ченле був запрошений виконати пісню «Memory» з мюзиклу Ендрю Ллойда Веббера Коти в Золотому залі Відня; на той час він був наймолодшим співаком, який коли-небудь виступав там сольно. 16 червня Ченле очолив публіку, яка заспівала китайський національний гімн на другій церемонії відкриття Nie Er Music Week у Великому театрі Шанхая. У липні Чжун випустив свій другий сольний альбом з дванадцяти треками My Wings. Наприкінці місяця та в серпні Чжун брав участь у церемоніях відкриття та закриття Шанхайського міжнародного фестивалю дитячої творчості на великій сцені Шанхайського міжнародного конференц-центру.
Також Ченле брав участь у China's Got Talent. Він випустив три альбоми та виконував кавер-версії пісень. Чжун приєднався до Всесвітньої організації дітей-послів миру зі штаб-квартирою у Вашингтоні, округ Колумбія, яку заснував і очолив піаніст, автор пісень і продюсер Єзекіель Елкін; він представляв КНР. Чжун працював послом КНР на міжнародному мультикультурному шоу, створеному Елкіним у Буенос-Айресі в серпні 2014 року; він виконав «The Dragon's Romance», пісню, яку Елкін написав спеціально для нього.
У грудні 2012 року Чжун взяв участь у першій пленарній сесії району Хуанпу в Шанхаї та обрав главу району з найбільшою кількістю голосів. Його перші відомі другорядні акторські ролі були у 2013 році, коли він знявся в китайській драмі The Queen of SOP 2 у віці 11 років. У 2014 році Чжун провів сольний концерт у Шанхайському концертному залі.

### 2016— тепер: дебют ізNCTтаNCT Dream
У серпні 2016 року, у віці 15 років, Чжун почав свою кар'єру айдола в Південній Кореї, дебютувавши як учасник NCT Dream, підрозділу NCT.
2 жовтня 2020 року Чжун став головним діджеєм радіошоу Yuedong Seoul 1, яке транслювалося з 21:00 до 22:00 за китайським стандартним часом в прямому ефірі на офіційному каналі TBS eFM 101.3 в YouTube. Чжун покинув Yuedong Seoul 12 вересня 2021 року.
У лютому 2021 року Чжун з'явився в пісні «Too Good» із четвертого мініальбому IMLAY Utopia.

## Дискографія

### Альбоми
- Tomorrow (2010)
- My Wings (2011)
- You Are There (2014)

### Сингли
| Назва                             | Рік  | Примітки                                                                         |
| --------------------------------- | ---- | -------------------------------------------------------------------------------- |
| «Yellow Maple Leave»              | 2011 | прем'єра Shanghai Art Humanities Channel «Time Song»                             |
| «Strong Children»                 | 2012 |                                                                                  |
| «Do Not Be Afraid»                | 2012 | тематична пісня Monster Wanted Order                                             |
| «Amazing Grace»                   | 2012 | Shenzhen TV's Beware 00 Opening remarks                                          |
| «An Angel»                        | 2012 | прем'єра Shenzhen TV's The Mysterious Baby Mid-Autumn Festival Concert with Rice |
| «Childhood Companion»             | 2012 | Jade Qiaolin Story ОСТ                                                           |
| «Travel The Wind»                 | 2012 | тематична пісня Jade Qiaolin Story                                               |
| «Can You Feel The Love Tonight»   | 2012 | тематична пісня The Lion King                                                    |
| «The Dragon's Romance» (龙月情缘) | 2014 | Wunderkindz «Zeke & The Kiddos», самміт в Буено-Айресі                           |
| «A New Beginning» (新的开始)      | 2020 | спільно з Ренджуном з NCT                                                        |
| «Too Good»                        | 2021 | з мініальбому IMLAY Utopia                                                       |
| «Snow Dream»                      | 2021 | разом з Єрі з Red Velvet, Хечаном та Джісоном з NCT, and Ніннін з Aespa          |

## Фільмографія

### Фільми
| Рік  | Назва                           | Примітка            |
| ---- | ------------------------------- | ------------------- |
| 2013 | Soul Rhythm (靈魂的節奏)        | До дебюту як айдола |
| 2014 | A Candy for Mother (掌心的糖果) | До дебюту як айдола |

### Телебачення
| Рік  | Назва                            | Примітка            |
| ---- | -------------------------------- | ------------------- |
| 2013 | The Queen of SOP 2 (勝女的代價2) | До дебюту як айдола |
| 2013 | Bund Police (外滩警事)           | До дебюту як айдола |

### Телешоу
| Рік  | Назва                                                     | Назва китайською             | Примітка                                                                   |
| ---- | --------------------------------------------------------- | ---------------------------- | -------------------------------------------------------------------------- |
| 2010 | China's Got Talent                                        | 中国达人秀                   | до дебюту як айдола                                                        |
| 2010 | Sunday My Biggest                                         | 周日我最大                   | виконав пісню «Tomorrow»                                                   |
| 2011 | Happy Blue Sky                                            | 快乐蓝天下                   | виконав пісню «Memory»                                                     |
| 2011 | We Have a Set                                             | 我们有一套                   | виконав пісні «Memory» та «You Raise Me Up»                                |
| 2011 | Day Day Up                                                | 天天向上                     | виконав пісню «Memory»                                                     |
| 2012 | Red Star                                                  | 红星闪闪                     | виконав пісню «Memory»                                                     |
| 2012 | Talented Children's Voice                                 | 天才童声                     | виконав пісню «Memory»                                                     |
| 2012 | Innocence Hit the Earth                                   | 童心撞地球                   |                                                                            |
| 2012 | Table Plan                                                | 同桌计划                     | виконав пісню «Memory»                                                     |
| 2012 | Sound One Team                                            | 天声一队                     | виконав «Memory», «Tell Me Why» та інші пісні                              |
| 2012 | The Mysterious Baby Mid-Autumn Festival Concert with Rice | 饭没了秀之魔力宝宝中秋演唱会 | виконав пісню «Tell Me Why»                                                |
| 2012 | Beware 00                                                 | 小心00后                     | виконав пісню «Amazing Grace»                                              |
| 2013 | Flash World                                               | 闪天下                       | виконав пісні «My Songs», «Tell Me Why» та «Can You Feel The Love Tonight» |
| 2013 | I Love My Motherland                                      | 我爱我的祖国                 | виконав пісню «You Raise Me Up»                                            |
| 2013 | Super Voice                                               | 超级童声                     | суддя                                                                      |
| 2013 | China New Voice Generation                                | 中国新声代                   | виконав пісні «Amazing Grace» та «Snail»                                   |
| 2014 | Wunderkindz by «Zeke & The Kiddos»                        | 神童们                       | виконав пісню «The Dragon's Romance» (El romance del dragón — 龙月情缘)    |

### Радіошоу
| Період    | Назва         | Прим.  |
| --------- | ------------- | ------ |
| 2020–2021 | Yuedong Seoul | [ 10 ] |

## Нагороди та номінації
| Рік  | Нагорода                                      | Результат |
| ---- | --------------------------------------------- | --------- |
| 2009 | Yueyue Elf Vs Season Trial «Elf Genie Award»  | Здобуто   |
| 2010 | Всеукраїнський конкурс найкращих студентів    | Здобуто   |
| 2010 | Національна премія для молодих талантів Китаю | Здобуто   |